# Antonio Martínez Rabadán
Antonio Martínez Rabadán (f. 1939) fue un sindicalista y militar español.

## Biografía
Estuvo afiliado al sindicato de Artes Blancas (panadería y confitería) de la UGT de Albacete, siendo además militante del Partido Socialista Obrero Español (PSOE). También era presidente de la Casa del Pueblo de Albacete. Tras el estallido de la Guerra civil se alistó como voluntario en las Milicias Populares, llegando a mandar una columna de milicianos manchegos. Tiempo después ingresó en el Cuerpo de Carabineros. En el verano de 1937 fue nombrado comandante de la 3.ª Brigada Mixta —formada por carabineros—, con la que llegó a combatir en el frente de Aragón. Un año después recibió el mando de la 65.ª Brigada Mixta, también formada por carabineros.
Capturado por los franquistas al final de la contienda, fue juzgado, condenado a muerte y fusilado en Albacete en noviembre de 1939.